# Данило II Петрович-Негош
Данило II Александр Петрович-Негош (29 июня 1871 — 24 сентября 1939, Вена) — кронпринц Черногории.

## Биография
Данило был старшим из сыновей короля Николы I Петровича Негоша и Милены Вукотич. 
Получил хорошее образование, владел русским, французским и немецким языками. В 1886—1894 гг. воспитателем княжича Данило был русский генерал Николай Романович Овсяный.
Князь Данило был женат на герцогине Ютте Мекленбургской (1880—1946), дочери Адольфа Фридриха V, великого герцога Мекленбург-Стрелица, но брак был бездетным. В Черногорию Ютта прибыла в сопровождении своего будущего свояка, наследного принца Италии Виктора-Эммануила — мужа сестры Данилы — Елены. Она вышла замуж за принца Данило 27 июля 1899 года. После замужества и перехода в православие Ютта приняла имя Милица. Молодожены поселились в Голубом дворце в Цетине.
Во время Балканских войн и Первой мировой войны престолонаследник Данило командовал черногорской армией вместе со своим отцом и генералами Янко Вукотичем (троюродный брат Милены Вукотич, то есть дядя кронпринца Данилы), и Митаром Мартиновичем. В Первую Балканскую войну в подчинении Данилы находился Зетский отряд. Близ города Тузи Зетский отряд сокрушил в 1912 году турецкие укрепления, прикрывавшие подступы к Скадару (Скутари, Шкодеру). Примечательно, что в том же 1912 году князь Данило проявил себя как композитор, написав музыку для патриотической песни на слова своего отца, короля Николы Туда, Туда! (черног. Онамо, онамо!). Нотная партитура была издана в Праге. Во время Первой Балканской войны песня «Onamo,Onamo!» имела реальный шанс стать черногорским гимном, и в таком именно качестве была опубликована в «Московских Ведомостях» за 1912 год.
Во время Первой мировой войны Черногория — в союзе с Сербией — боролась против соединённых сил Австро-Венгрии и Германской империи (II Рейха). Виллу под Антивари, где проживала бывшая германская подданная Ютта Мекленбург-Стрелицкая, — австрийская авиация подвергла в середине ноября 1914 года варварской бомбардировке. Никаких демаршей со стороны Вильгельма II не последовало.
После войны Черногория вошла в состав нового Королевства СХС. Фактически: Сербия поглотила Черногорию. Черногорская королевская семья, не покорившись насилию, создала правительство в изгнании. С 1 марта 1921 по 7 марта 1921 гг. Данило являлся номинальным главой королевского дома Черногории. 7 марта 1921 года, по причинам, которые до сих пор неясны, Данило отказался от претензий на трон и главенства в Королевской семье в пользу своего племянника, князя Михаила Петровича-Негоша. 5 марта он объявил об отречении, что сильно подорвало его престиж. Публичный отказ произошел только на следующий день. Его внезапное решение черногорская диаспора встретила с большим негодованием. После своего отречения от престола в 1921 году, Данило большую часть жизни провёл в Ницце.
Князь Данило снова появился на публике в 1934 году, когда он подал в суд на американскую киностудию Metro-Goldwyn-Mayer за ложное изображение его личности в первой версии фильма «Веселая вдова». Дело было выиграно — и Данило получил 4000$ в парижском суде. По сюжету первой версии фильма, «белогорский кронпринц Данило» соблазняет простолюдинку, а затем отвергает её. Однако затем Данило сожалеет о своем поступке и пытается вернуть её, но теперь он не в состоянии убедить возлюбленную в искренности своих чувств. Фильм не имел никакого отношения к реальности. После суда фильм не был переснят, но претерпел изменения в датировке событий (перенесённых в 1885 год, когда реальный кронпринц Данило был 14-летим мальчиком).
Данило умер в Вене (которая была аннексирована нацистской Германией) в 1939 году, не оставив потомства.